# Lettre ouverte à Monsieur François Mauriac, membre de l'Académie française, prix Nobel

Lettre ouverte à Monsieur François Mauriac, membre de l'Académie française, prix Nobel est une lettre ouverte que Roger Peyrefitte a adressée à François Mauriac, le 1er mai 1964 et qui fut publiée dans le numéro paru le 6 mai 1964 de la revue Arts.
Avant ces deux dates, les termes d'hétéro-sexualité et homosexualité (gay et lesbienne) restaient assez mal définis et polémiques.

## Contexte
Ce pamphlet cinglant est écrit en réaction à un article publié dans Le Figaro littéraire, dans lequel Mauriac met en exergue son indignation face au tournage du film Les Amitiés particulières, adapté du roman éponyme de Roger Peyrefitte.
Peyrefitte, qui ne cache pas ses inclinations pédérastiques et s'est très tôt fait fort de pourfendre l'hypocrisie, y accuse entre-autres Mauriac d'opportunisme, de « méchanceté » et d'être, dans le sens péjoratif de ces termes, un moralisateur et un moraliste .
Il condamne plus spécifiquement et à de nombreuses reprises ce qu'il appelle la « tartufferie » de Mauriac, qu'il décrit comme un homosexuel refoulé, mais qui, en dépit de cet état de fait, fustige un film mettant en scène le développement d'amitiés particulières entre les élèves d'un établissement religieux. 
Peyrefitte dénonce également les critiques formulées par Mauriac sur Jean Cocteau une fois celui-ci mort, tout en précisant qu'ils auraient été amants dans leur jeunesse.

## Homosexualité de Mauriac
Les réactions du monde des lettres sont mitigées mais en majorité favorables à Mauriac, dont les défenseurs dénoncent la malveillance de Peyrefitte, tandis que les partisans de ce dernier le félicitent. 
Jean Lacouture, l'un des premiers biographes de Mauriac, n'a jamais évoqué le thème de l'homosexualité de l'écrivain dans ses ouvrages, eu égard à son statut familial . Pourtant, bien que n'imaginant pas son père engagé dans des relations homosexuelles, Jean Mauriac a récemment admis que celui-ci devait être « homosensible » : « Mon père, en vérité, détestait le contact physique. C'est pour cela, d'ailleurs, que je suis très étonné quand j'entends dire qu'il aurait eu des relations amoureuses avec des hommes ».
Jean-Luc Barré, son plus récent biographe, a exploré cet aspect de la personnalité de Mauriac . Il évoque entre autres son amour pour le diplomate et romancier hétérosexuel Bernard Barbey, ainsi que la longue amitié qui le lie à Daniel Guérin, bisexuel lui aussi père de famille, avec lequel il entretient une correspondance dans laquelle ils ont échangé des années durant leurs impressions sur toutes sortes de thèmes, parmi lesquels leur vie intime complexe et tourmentée.